# Classe Agano
La  classe Agano (阿賀野型軽巡洋艦?, Agano-gata keijun'yōkan) era una classe di quattro incrociatori leggeri della Marina imperiale giapponese. Tutte le navi ricevettero il nome di fiumi giapponesi. Più grandi dei precedenti incrociatori leggeri nipponici, gli Agano erano navi veloci ma poco protette e sottopotenziate nell'armamento. Parteciparono a numerose azioni durante la seconda guerra mondiale. Queste navi furono seguite dalle più grandi classe Ōyodo.

## Storia
La Marina imperiale, subito dopo la prima guerra mondiale, sviluppò un progetto standardizzato per incrociatori corazzati che avrebbero dovuto fungere da navi comando per gli squadroni di cacciatorpediniere e sommergibili, con 5.500 t di dislocamento. Tuttavia, dagli anni trenta queste navi risultarono obsolete, essendo i contemporanei cacciatorpediniere più veloci, più potenti e con maggiore autonomia. Appena le limitazioni del Trattato navale di Londra decaddero, lo Stato maggiore generale sviluppò, nell'ambito del 4º Piano di potenziamento della flotta, un piano per la realizzazione di 13 nuovi incrociatori da 6.000 t tra il 1939 ed il 1945, per sostituire le classi Tenryū, Kuma e Nagara. Queste nuove navi dovevano guidare sei squadroni di cacciatorpediniere e sette squadroni di sommergibili. Il nuovo progetto fu presentato nell'ottobre 1937; tuttavia la costruzione fu ritardata dal sovraccarico di lavoro che pesava sui cantieri giapponesi. Il prezzo per nave fu di 16,4 milioni di yen.

## Tecnica
Il progetto degli Agano era basato sulle soluzioni tecnologiche sviluppate per la precedente classe Yūbari; ne risultò una nave dalle linee aggraziate e pulite, con un singolo fumaiolo. Diversamente da altri progetti giapponesi, gli Agano non erano affetti da aggravio di peso e dimostrarono quindi buona stabilità e tenuta di mare.
Le navi erano armate con sei cannoni da 15 cm/50 Type 41 in tre torri binate. Questi cannoni, utilizzati anche navi da battaglia classe Fuso, erano quelli sbarcati dagli incrociatori da battaglia classe Kongō durante la modernizzazione alla fine degli anni trenta. Il cannone sparava un proietto da 45 kg a 21.000 m. La Agano era l'unica classe di incrociatori il cui armamento principale raggiungeva un'elevazione di +55°, ma la bassa cadenza di tiro lo rendeva inefficace come arma antiaerea. L'armamento secondario della classe era costituito da quattro cannoni da 8 cm Type 98 a doppio impiego, in due torrette binate a mezza nave, specificatamente sviluppati per la classe. L'armamento antiaereo era integrato da due mitragliere triple da 25 mm Type 96 di fronte alla tuga e due mitragliere binate da 13,2 mm Type 93 vicino all'albero. L'armamento siluristico comprendeva due lanciasiluri quadrupli per armi Type 93, con otto armi di riserva; i tubi, dotati di sistema di ricarica rapida, erano situati sulla linea di mezzanave, una disposizione comune nei cacciatorpediniere: ciò permetteva di puntare entrambi i lanciatori dalla stessa fiancata, tirando una salva completa di 8 siluri, mentre le navi con lanciatori disposti sulle fiancate potevano lanciare solo metà delle armi per fiancata. Per la lotta antisommergibile le navi disponevano di due rotaie poppiere e 18 cariche di profondità. Tutte le navi della classe imbarcavano due idrovolanti Aichi E13A, che decollavano da una catapulta sul ponte poppiero.
La propulsione era assicurata da quattro alberi calettati su quattro turbine Gihon, alimentate da 6 caldaie Kampon, disposte in cinque sale macchine separate. La potenza totale era di 100.000 hp, per una velocità massima di 35 nodi.
Tutte le quattro navi furono sottoposte ad aggiornamenti durante la loro vita operativa, che riguardarono in particolare l'aggiunta di mitragliere antiaeree e l'installazione di radar e sonar.

## Servizio
Nel 1939 venne finanziato l'acquisizione di quattro navi nell'ambito del 4º Piano di potenziamento navale; tre vennero realizzate dall'Arsenale navale di Sasebo ed una dall'Arsenale navale di Yokosuka.

### Agano
Completato il 31 ottobre 1942, l'incrociatore Agano partecipò alla battaglia navale di Guadalcanal e delle Isole Salomone durante il 1943. La nave venne gravemente danneggiata nel porto di Rabaul dagli aerei delle portaerei USS Saratoga e USS Princeton; successivamente, l'11 novembre venne colpita da un siluro sganciato da un aereo della Task Force 38. Inviata in patria per riparazioni, durante il viaggio venne silurata ed affondata a nord delle Isole Chuuk dal sommergibile americano USS Skate, il 16 febbraio 1944.

### Noshiro
La nave entrò in servizio il 30 giugno 1943, partecipando alle operazioni sulle Isole Salomone e venendo danneggiata dai raids degli aerei imbarcati americano su Rabaul del 5 novembre dello stesso anno. La Noshiro servì nelle Isole Marianne nell'estate del 1944 e fece parte della squadra dell'ammiraglio Kurita durante la battaglia del Mare delle Filippine. Prese parte alla battaglia del Golfo di Leyte nell'ottobre 1944. Il 27 ottobre era ad ovest di Panay, mentre si ritirava dalla battaglia di Samar, quando venne affondata da aerei della USS Wasp e della USS Cowpens.

### Yahagi
Lo Yahagi entrò in servizio il 29 dicembre 1943 ed entrò in azione alle Marianne nel maggio-giugno 1944, durante la battaglia del Mare delle Filippine e durante quella del golfo di Leyte. Dopo l'invasione di Okinawa del 1 aprile 1945, venne assegnata alla scorta alla nave da battaglia Yamato nella sua missione suicida contro la flotta americana. L'incrociatore venne colpito da sette siluri e da una dozzina di bombe ed affondò nel pomeriggio del 7 aprile 1945.

### Sakawa
Il Sakawa non fu completato prima della fine del 1944 ed entrò in servizio quando ormai la carenza di carburante era gravissima. Sopravvisse alla guerra e venne usato come trasporto per rimpatriare le truppe dalla Nuova Guinea dopo la resa del Giappone. Venne usata come nave bersaglio nei test nucleari nell'atollo di Bikini, nel 1946.